# 헤게뒤시 언드라시

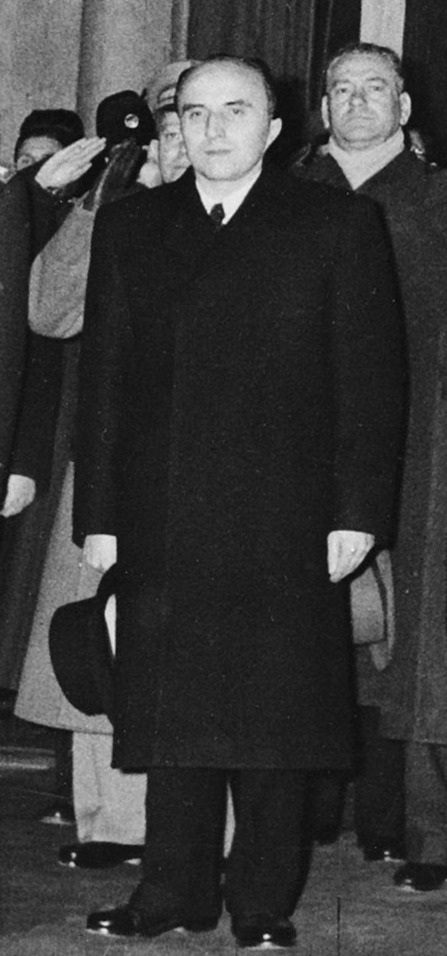
헤게뒤시 언드라시

헤게뒤시 언드라시(헝가리어: Hegedüs András, 1922년 10월 31일 실샤르카니 ~ 1999년 10월 23일 부다페스트)는 헝가리의 정치인이다. 라코시 마차시의  보좌관이었으며, 1955년 4월 18일부터 1956년 10월 24일까지 헝가리의 총리를 역임했다. 1956년 헝가리 혁명 이후 강경 공산주의를 포기하고 대학에서 사회학을 가르쳤으며. 한때 소련으로 건너가면서 활동하기도 했지만 나중에 헝가리로 귀환했다.